# Rudy Powell
Rudy Powell, later Musheed Karweem (New York, 28 oktober 1907 - aldaar, 30 oktober 1976), was een Amerikaanse jazzmuzikant (saxofoon, klarinet) van de swing en de traditionele jazz.

## Biografie
Powell studeerde eerst piano en viool, voordat hij wisselde naar de saxofoon en de klarinet. In 1929 speelde hij bij de Gene Rodger's Revellers en daarna tot 1931 bij de Krazy Kats van Cliff Jackson. In 1933 speelde hij met Rex Stewart en van 1934 tot 1937 was hij bij Fats Waller. Hij werkte ook in de bands van Claude Hopkins (1938/39), Andy Kirk (1940/41), Fletcher Henderson (1941/42), Don Redman (1943), Teddy Wilson, Edgar Hayes, Cab Calloway (1945 tot 1948), de Kansas City Seven van Jimmy Rushing en Lucky Millinder (1949 tot 1951), Billie Holiday en het Buster Harding Orchestra (1949) en in de Al Sears Bigband (1953). Eind jaren 1950 ontstonden bigband-opnamen met Jimmy Rushing's Big Brass. Hij was actief tot in de jaren 1970, waaronder met Ray Charles (1961/62) en van 1965 tot 1969 met de Saints and Sinners van Vic Dickenson en Red Richards.

## Overlijden
Rudy Powell overleed in oktober 1976 op 69-jarige leeftijd.
- Bibliothèque nationale de France: cb13923737j (data)
- Gemeinsame Normdatei: 134627458
- International Standard Name Identifier: 0000 0000 5514 7297
- Library of Congress Control Number: no2003103168
- MusicBrainz: 7fbdba50-020b-4dcd-8bf4-ab048a427c1e
- Nationale Bibliotheek van Israël: 987007319513905171
- SNAC: w6sv11c9
- Système universitaire de documentation: 159682479
- Virtual International Authority File: 59271611
- WorldCat: E39PBJxGPkFfXMVdxd6YmT8DMP